# NGC 1194
NGC 1194 è una galassia lenticolare vista lateralmente e situata nella costellazione della Balena, a una distanza di circa 187 milioni di anni luce dalla nostra Via Lattea.

## Scoperta
La galassia è stata scoperta il 23 novembre 1883 dall'astronomo francese Édouard Stephan.

## Descrizione
NGC 1194 è una galassia attiva del tipo Seyfert 1 e 2 (Sy 1.9).